# Rhynchomeles prattorum
Rhynchomeles prattorum là một loài động vật có vú trong họ Peramelidae, bộ Peramelemorphia. Loài này được Thomas mô tả năm 1920.